# Grand Prix Holandii 1951
Grand Prix Holandii 1951, oficj. 2e Grote Prijs van Nederland – nieoficjalny wyścig Formuły 1, który odbył się 22 lipca 1951 roku na torze Zandvoort.

## Lista startowa
Źródło: StatsF1, OldRacingCars.com
Na niebieskim tle zgłoszenia rezerwowe.
| Nr | Kierowca              | Zespół           | Samochód            | Silnik       | Opony |
| -- | --------------------- | ---------------- | ------------------- | ------------ | ----- |
| 2  | John Heath            | HW Motors        | HWM 51              | Alta R4      | D     |
| 2  | Hermann Roosdorp      | HW Motors        | HWM 51              | Alta R4      | D     |
| 4  | Louis Chiron          | Ecurie Rosier    | Talbot-Lago T26C    | Talbot R6    | D     |
| 6  | Luigi Villoresi       | Scuderia Ferrari | Ferrari 375         | Ferrari V12  | P     |
| 8  | Philippe Étancelin    | P. Étancelin     | Talbot-Lago T26C    | Talbot R6    | D     |
| 10 | Johnny Claes          | Ecurie Belge     | Talbot-Lago T26C-DA | Talbot R6    | D     |
| 12 | Giuseppe Farina       | G. Farina        | Maserati 4CLT/48    | Maserati R4T | P     |
| 14 | André Pilette         | Ecurie Belgique  | Talbot-Lago T26C    | Talbot R6    | D     |
| 16 | Louis Rosier          | Ecurie Rosier    | Talbot-Lago T26C    | Talbot R6    | D     |
| 18 | Pierre Levegh         | P. "Levegh"      | Talbot-Lago T26C    | Talbot R6    | D     |
| 18 | Peter Whitehead       | A.G. Whitehead   | Ferrari 125         | Ferrari V12T | D     |
| 20 | Alberto Ascari        | Scuderia Ferrari | Ferrari 375         | Ferrari V12  | P     |
| 22 | José Froilán González | Enrico Platé     | Maserati 4CLT/48    | Maserati R4T | P     |
| 24 | Lance Macklin         | HW Motors        | HWM 51              | Alta R4      | D     |
| 26 | Rudi Fischer          | Écurie Espadon   | Ferrari 212         | Ferrari V12  | P     |
| 28 | Stirling Moss         | HW Motors        | HWM 51              | Alta R4      | D     |
| 30 | Duncan Hamilton       | J.D. Hamilton    | Talbot-Lago T26C    | Talbot R6    | D     |
| Nr | Kierowca              | Zespół           | Samochód            | Silnik       | Opony |

## Wyniki

### Kwalifikacje
Źródło: Chicanef1
| P  | Nr | Kierowca           | Konstruktor(-silnik) | Opony | Czas   | Odstęp | Strata |
| -- | -- | ------------------ | -------------------- | ----- | ------ | ------ | ------ |
| 1  | 12 | Giuseppe Farina    | Maserati             | P     | 1:52,9 | -      | -      |
| 2  | 4  | Louis Chiron       | Talbot-Lago          | D     | 1:54,1 | 0:01,2 | 0:01,2 |
| 3  | 14 | André Pilette      | Talbot-Lago          | D     | 1:54,2 | 0:00,1 | 0:01,3 |
| 4  | 8  | Philippe Étancelin | Talbot-Lago          | D     | 1:54,3 | 0:00,1 | 0:01,4 |
| 5  | 10 | Johnny Claes       | Talbot-Lago          | D     | 1:55,0 | 0:00,7 | 0:02,1 |
| 6  | 28 | Stirling Moss      | HWM-Alta             | D     | 1:55,2 | 0:00,2 | 0:02,3 |
| 7  | 26 | Rudi Fischer       | Ferrari              | P     | 1:55,4 | 0:00,2 | 0:02,5 |
| 8  | 16 | Louis Rosier       | Talbot-Lago          | D     | 1:57,2 | 0:01,8 | 0:04,3 |
| 9  | 18 | Pierre Levegh      | Talbot-Lago          | D     | 2:00,5 | 0:03,3 | 0:07,6 |
| 10 | 24 | Lance Macklin      | HWM-Alta             | D     | 2:00,7 | 0:00,2 | 0:07,8 |
| 11 | 30 | Duncan Hamilton    | Talbot-Lago          | D     | 2:01,0 | 0:00,3 | 0:08,1 |
| 12 | 2  | John Heath         | HWM-Alta             | D     | 2:11,5 | 0:10,5 | 0:18,6 |
| P  | Nr | Kierowca           | Konstruktor(-silnik) | Czas  | Odstęp | Strata |        |

### Wyścig
Źródło: StatsF1, ChicaneF1
| P                                                     | + / – | Nr | Kierowca              | Konstruktor | Opony | Okr. | Czas / Strata | Komentarz            |
| ----------------------------------------------------- | ----- | -- | --------------------- | ----------- | ----- | ---- | ------------- | -------------------- |
| 1                                                     | 7     | 16 | Louis Rosier          | Talbot-Lago | D     | 90   | 2h59m19,4     |                      |
| 2                                                     | 2     | 8  | Philippe Étancelin    | Talbot-Lago | D     | 89   | +1 okr.       |                      |
| 3                                                     | 3     | 28 | Stirling Moss         | HWM-Alta    | D     | 89   | +1 okr.       |                      |
| 4                                                     | 2     | 26 | Rudi Fischer          | Ferrari     | P     | 88   | +2 okr.       |                      |
| 5                                                     | 6     | 30 | Duncan Hamilton       | Talbot-Lago | D     | 86   | +4 okr.       |                      |
| 6                                                     | 4     | 24 | Lance Macklin         | HWM-Alta    | D     | 84   | +6 okr.       | brak paliwa          |
| 7                                                     | 4     | 14 | André Pilette         | Talbot-Lago | D     | 86   | +4 okr.       | wypadek              |
| 8                                                     | 4     | 2  | John Heath            | HWM-Alta    | D     | 84   | +6 okr.       | brak paliwa          |
| Niesklasyfikowani                                     |       |    |                       |             |       |      |               |                      |
|                                                       |       | 10 | Johnny Claes          | Talbot-Lago | D     | 61   |               | rozrząd              |
|                                                       |       | 12 | Giuseppe Farina       | Maserati    | P     | 46   |               | przewód olejowy      |
|                                                       |       | 4  | Louis Chiron          | Talbot-Lago | D     | 41   |               | hamulce              |
|                                                       |       | 18 | Pierre Levegh         | Talbot-Lago | D     | 37   |               | rozrząd              |
| Nie wystartowali / niedopuszczeni do ponownego startu |       |    |                       |             |       |      |               |                      |
|                                                       |       | 6  | Luigi Villoresi       | Ferrari     | P     |      |               | nieobecny            |
|                                                       |       | 20 | Alberto Ascari        | Ferrari     | P     |      |               | nieobecny            |
|                                                       |       | 22 | José Froilán González | Maserati    | P     |      |               | nieobecny            |
|                                                       |       | 18 | Peter Whitehead       | Ferrari     | D     |      |               | brak samochodu       |
|                                                       |       | 2  | Hermann Roosdorp      | HWM-Alta    | D     |      |               | zgłoszenie rezerwowe |
| P                                                     | + / – | Nr | Kierowca              | Konstruktor | Opony | Okr. | Czas / Strata | Komentarz            |

### Najszybsze okrążenie
Źródło: ChicaneF1
| Nr | Kierowca      | Konstruktor | Opony | Czas   | Okr. |
| -- | ------------- | ----------- | ----- | ------ | ---- |
| 14 | André Pilette | Talbot-Lago | D     | 1:54,0 |      |